# Elisha Gray

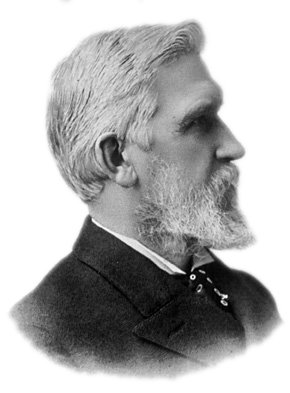
Elisha Gray

Elisha Gray (* 2. August 1835 in Barnesville, Ohio; † 21. Januar 1901 in Newtonville, Massachusetts) war ein US-amerikanischer Lehrer, Erfinder und Unternehmer.

## Werdegang
Gray verlor bereits im Alter von 12 Jahren seinen Vater und musste dadurch vorzeitig die Schule verlassen. Er erlernte zunächst das Handwerk eines Grobschmieds, eines Zimmermanns und das eines Bootsbauers. 1856 trat er in das Oberlin College in Ohio ein, in dem er 5 Jahre Physik studierte. Er wurde Lehrer an dieser Anstalt und später am Ripon College in Wisconsin.

## Leistungen
Sein erstes Patent für ein telegrafisches Gerät reichte Gray 1867 ein, diesem folgten 50 weitere, meist auf dem Gebiet der Telefon- und Telegrafentechnik.
1869 übersiedelte Gray nach Cleveland, Ohio und gründete ein Unternehmen für Elektroartikel, das später nach Chicago verlegt wurde und sich mit der Western Electric Manufacturing Company zur Western Electric Company vereinigte. 1878 trat Gray aus der Firma aus, um sich seinen Studien und der Verwertung seiner Erfindungen zu widmen, die vor allem Relais und Drucktelegrafen waren.
1875 begann Gray Versuche mit der elektrischen Übertragung von Tönen, deren Ergebnis in einem Patentgesuch niedergelegt war. Er erhielt dieses Patent jedoch nicht, weil Alexander Graham Bell eine Patentanmeldung auf das gleiche Objekt zwei Stunden vor Gray vorlegte. In einem Rechtsstreit gelang es Gray und der mit ihm verbündeten Western Electric Company nicht, seine Ansprüche gegen Bell durchzusetzen.
Eine andere Erfindung Grays ist der Teleautograph, vorgeführt 1893 auf der Chicagoer Weltausstellung, an dessen Verbesserung er ebenso wie an der Entwicklung eines Unterwasser-Schallsignalsystems bis zu seinen letzten Lebensjahren arbeitete. Die Wirkungsweise des Teleautographen, des Vorläufers des modernen Faxgerätes, hat Gray so beschrieben:
„Der Schreibapparat am Abgangsorte kann in irgendeinem Hause, Comptoir, Zimmer, in das eine telegraphische oder telephonische Drahtleitung hineinreicht, auf einem einfachen Schreibtisch oder Pult angebracht werden. Ein gewöhnlicher Bleistift dient zur Niederschrift. An seiner Spitze sind im rechten Winkel zueinander zwei seidene Schnüre befestigt, die, mit dem Apparat verbunden, der Bewegung des Bleistiftes genau folgen und den Empfangsstift am anderen Ende der Leitung in entlegener Stadt, also im Wohnort des Adressaten elektrisch beherrschen. Das gewöhnliche 5 Zoll breite Briefpapier auf der Aufgabestation läuft über eine an dem Apparate befestigte Rolle und wird, ähnlich wie bei dem bekannten Type-Writer, oder Schreibmaschine, durch Druck auf einen Hebel Zeile für Zeile elektrisch weiter geschoben. Am Empfangsende des Adressaten halten zwei Aluminiumarme die fortwährend mit Tinte gespeiste haarfeine Glasröhre, die als Feder zur Niederschrift dient und, durch den elektrischen Strom vom Absender der Mitteilung aus geleitet, sich gleichzeitig und in gleicher Richtung und Ausdehnung mit jeder Bewegung des fernen Bleistifts am Abgangsende bewegt, und zwar derart, dass ihre Niederschrift in Tinte eine ganz genaue Wiedergabe dessen ist, was der Urheber am Abgangsende mit dem Bleistift schreibt oder aufzeichnet. Handzeichnungen, stenographische Zeichen und andere Hieroglyphen können gleichfalls drahtlich übermittelt werden.“
Seit 1878 war Gray Mitglied der American Philosophical Society.

## Veröffentlichungen - (unvollständig)
- Nature’s Miracles, Familiar Talks on Science. Vol II - Energy and Vibration
- NATURE'S MIRACLES, VOL. III. Electricity and Magnetism  BY ELISHA GRAY, Ph.D., LL.D. PROJECT GUTENBERG EBOOK
- Patent  US166095A: Electrical Telegraph for Transmitting Musical Tones. Angemeldet am 10. Januar 1875, veröffentlicht am 27. Juli 1875, Erfinder: Elisha Gray.‌